# Jalukie
Jalukie es una ciudad situada en el distrito de Peren en el estado de Nagaland (India). Su población es de 8706 habitantes (2011). 

## Demografía
Según el censo de 2011 la población de Jalukie era de 8706 habitantes, de los cuales 4316 eran hombres y 4390 eran mujeres. Jalukie tiene una tasa media de alfabetización del 83,99%, superior a la media estatal del 79,55%: la alfabetización masculina es del 89,03%, y la alfabetización femenina del 79,05%.